# Le justicier défie la ville
Pour plus de détails, voir Fiche technique et Distribution.
Le justicier défie la ville (titre original : Torino violenta) est un film policier réalisé par Carlo Ausino, sorti en 1977, avec George Hilton, Emmanuel Cannarsa et Annarita Grapputo dans les rôles principaux. Il a pour suite Tony, l'altra faccia della Torino violenta

## Synopsis
Dans le Turin des années 1970, plusieurs familles mafieuses italiennes et des criminels de la pègre française règne sur le monde de la prostitution. Lorsque de jeunes étudiantes se retrouvent mêlées à ce trafic, par le biais du chantage et l'usage de la violence et de la drogue, la police ouvre une enquête. C'est le commissaire Ugo Moretti (George Hilton) qui s'en charge, accompagné par l'officier de police Danieli (Emmanuel Cannarsa). Leur mission est perturbée par l'assassinat de plusieurs mafieux italiens. Ces meurtres sont alors interprétés par les clans comme une tentative de prise de contrôle par les Français du trafic, ce qui amène les factions rivales dans une guerre des gangs. Au milieu de cette affaire, Moretti est soupçonné d'avoir pris part à ces meurtres. Malgré les menaces, il poursuit son enquête en cherchant lui aussi ce mystérieux assassin.

## Fiche technique
- Titre français : Le justicier défie la ville[1]
- Titre original : Torino violenta
- Réalisation : Carlo Ausino
- Scénario :  Carlo Ausino
- Photographie : Carlo Ausino
- Musique : Stelvio Cipriani
- Montage : Eugenio Alabiso
- Production : Ivano Brizzi
- Société(s) de production : Lark Cinematografica
- Pays d'origine :  Italie
- Genre : Néo-polar italien, giallo
- Durée : 85 minutes
- Dates de sortie : 
  - Italie : 13 octobre 1977
  - France : 4 mai 1981[1]

## Distribution
- George Hilton : commissaire Ugo Moretti
- Emmanuel Cannarsa : officier de police Danieli
- Annarita Grapputo : Lucia, la fiancée de Danieli
- Giuseppe Alotta
- Franco Nebbia (it)
- Laura Ferraro
- Rino Maggio
- Pier Giuseppe Corrado